# بريت أوستين
بريت أوستين (بالإنجليزية: Brett Austin)‏ هو سباح نيوزلندي، ولد في 26 مايو 1959 في أوكلاند في نيوزيلندا، وتوفي في 1990.

## وصلات خارجية
- بريت أوستين على موقع الاتحاد الدولي للسباحة (الإنجليزية)
- بريت أوستين على موقع أوليمبيديا (الإنجليزية)
- بريت أوستين على موقع اللجنة الأولمبية النيوزيلندية (الإنجليزية)
- بريت أوستين على موقع اتحاد ألعاب الكومنولث (مؤرشف) (الإنجليزية)